# مكتب منزلي

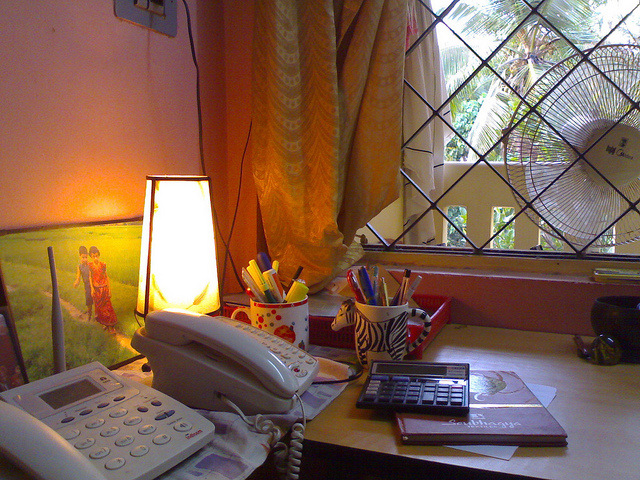
مكتب منزلي

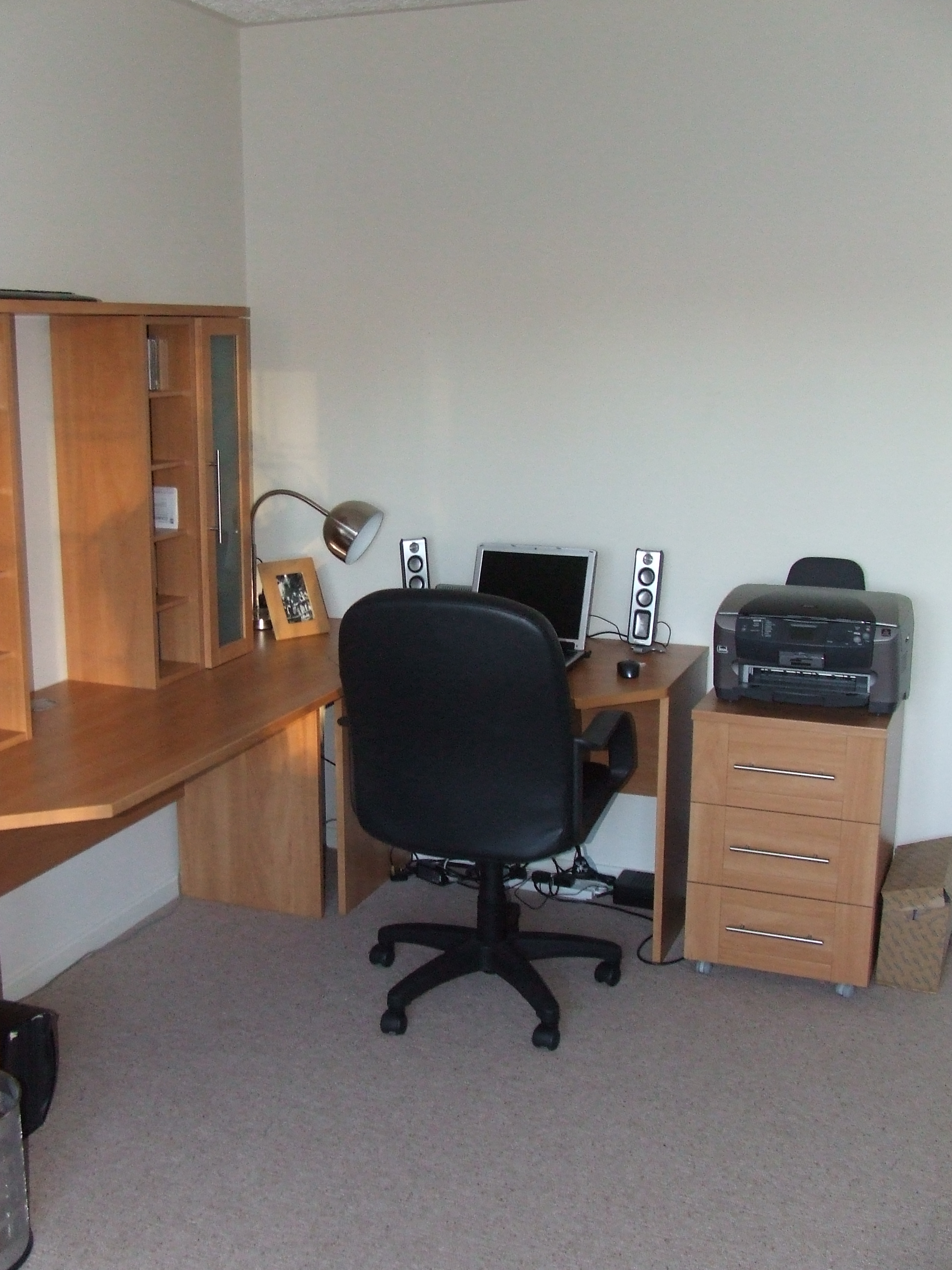
مكتب منزلي

المكتب المنزلي يشير إلى فئة من من الأعمال أو الصناعات المنزلية التي تتضمن عاملاً واحد حتى 10 عمال.

## التاريخ
قبل القرن التاسع عشر، وانتشار ثورة صناعية حول العالم، تقريباً كل المكاتب كانت مكاتب منزلية مع بضع استثناءات. أغلب الأعمال كانت صغيرة، والأعمال الورقية كانت محدودة. الثورة الصناعية رتبت العاملين في المصانع، لتنتج كميات كبيرة من المنتجات.
وفي بناية منتصف ثمانينيات القرن العشرين، بحلول حاسوب شخصي وفاكس، وبالإضافة إلى اتصال عن بعد، انشأت فرص للعمال ليعملوا. فكانت النتيجة أفضل بحيث تقلل النفقات العامة، وتحسن من الإنتاج.